# Electric Wizard
Electric Wizard je britská stoner/doommetalová hudební skupina založená roku 1993 v anglickém hrabství Dorset Justinem Obornem (zpěv, kytara), Timem Bagshawem (baskytara) a Markem Greeningem (bicí) na troskách kapel Morbicus, Putrefaction, Lord of Putrefaction, Thy Grief Eternal a Eternal.
Název je převzat ode dvou skladeb legendární britské kapely Black Sabbath, jmenovitě Electric Funeral a The Wizard. Texty Electric Wizard se zaměřují na okultismus, čarodějnictví, tvorbu H. P. Lovecrafta, hororové filmy a marihuanu.
Debutové eponymní studiové album Electric Wizard vyšlo v roce 1994 u anglického vydavatelství Rise Above Records, jehož majitelem je Lee Dorrian, frontman doommetalové formace Cathedral.

## Diskografie
Studiová alba
- Electric Wizard (1994)
- Come My Fanatics.... (1997)
- Dopethrone (2000)
- Let Us Prey (2002)
- We Live (2004)
- Witchcult Today (2007)
- Black Masses (2010)
- Time to Die (2014)
- Wizard Bloody Wizard (2017)

EP
- Chrono.naut (1997)
- Supercoven (1998)
- The Processean (2008)
- Legalise Drugs and Murder (2012)
- L.S.D. (2021)

Live alba
- Radio 1 Session 1/05 (2006)

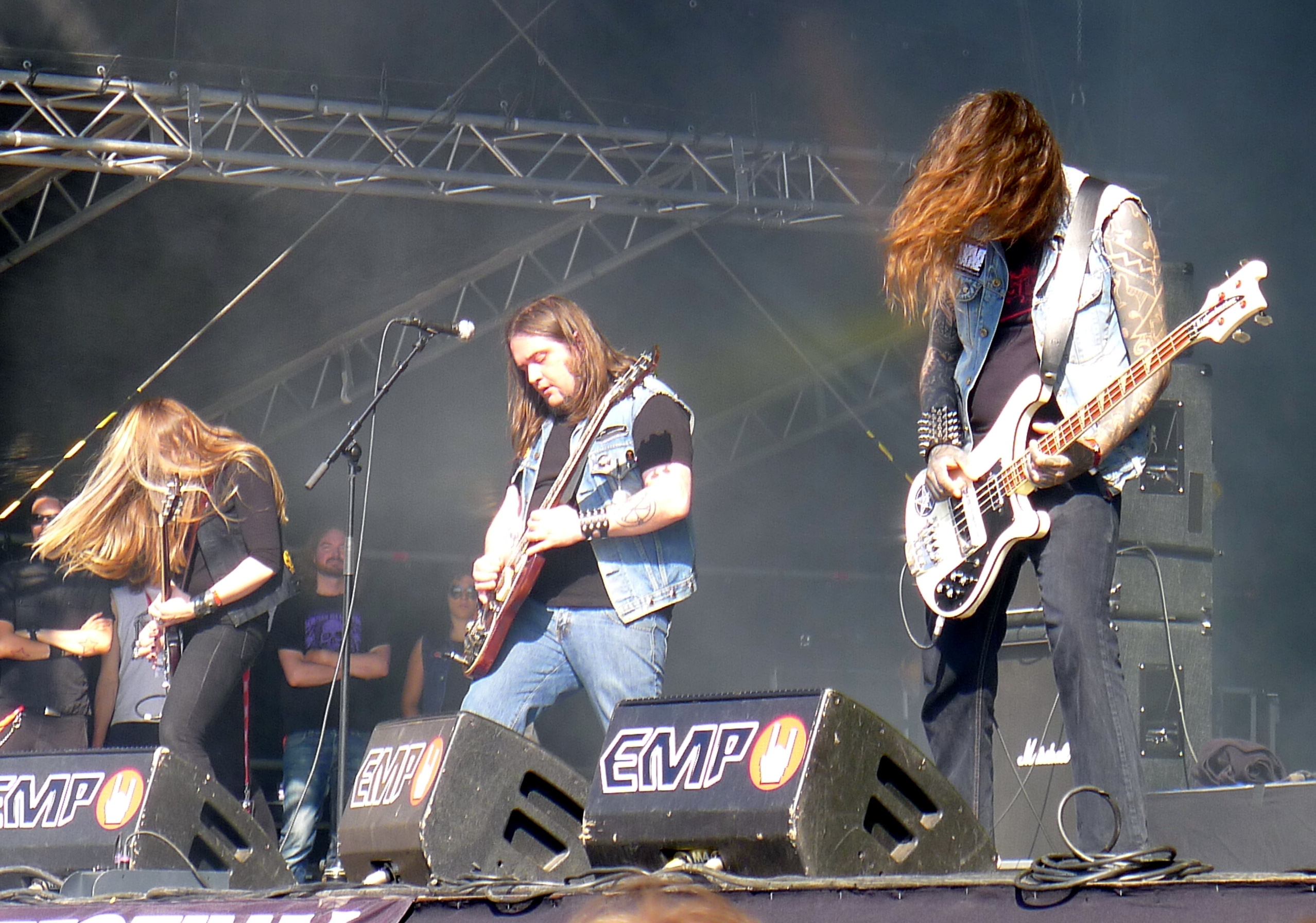
Electric Wizard (2011)

- Live Maryland Deathfest 2012 (2018)

Split nahrávky
- Demon Lung / Aquatic Fanatic (1995) – split 7" vinyl s kapelou Our Haunted Kingdom
- Chrono.naut / Nuclear Guru (1997) – split CD s kapelou Orange Goblin
- Electric Wizard / Reverend Bizarre (2008) – split 12" vinyl s kapelou Reverend Bizarre

Singly
- Legalise Drugs & Murder (2012)
- Satyr IX (2012 Demo Version) (2012)
- I Am Nothing (2014)
- SadioWitch (2014)
- See You in Hell (2017)